# Kaohsiung Challenger
Il Kaohsiung Challenger è stato un torneo professionistico di tennis giocato su campi in cemento. Faceva parte dell'ATP Challenger Series. L'unica edizione si è disputata a Kaohsiung in Taiwan.

## Albo d'oro

### Singolare
| Anno | Campione    | Finalista | Punteggio |
| ---- | ----------- | --------- | --------- |
| 2007 | Lu Yen-hsun | Dudi Sela | 6–3, 6–3  |

### Doppio
| Anno | Campioni                   | Finalisti                          | Punteggio   |
| ---- | -------------------------- | ---------------------------------- | ----------- |
| 2007 | Stephen Amritraj Dudi Sela | Rik De Voest Pierre-Ludovic Duclos | 6–4, 7–6(4) |